# Soliperla
Soliperla is een geslacht van steenvliegen uit de familie Peltoperlidae. De wetenschappelijke naam van het geslacht is voor het eerst geldig gepubliceerd in 1952 door Ricker.

## Soorten
Soliperla omvat de volgende soorten:
- Soliperla campanula (Jewett, 1954)
- Soliperla cowlitz Stark & Gustafson, 2004
- Soliperla fenderi (Jewett, 1955)
- Soliperla quadrispinula (Jewett, 1954)
- Soliperla salish Stark & Gustafson, 2004
- Soliperla sierra Stark, 1983
- Soliperla thyra (Needham & Smith, 1916)
- Soliperla tillamook Stark, 1983